# .np
.np е интернет домейн от първо ниво за Непал.
Регистрациите са на трето ниво под домейн имена от второ ниво com.np, org.np, edu.np, net.np, gov.np and mil.np, също така се изисква и местно присъствие за регистрация.